# Lukavec Klanječki
Lukavec Klanječki est un village de la municipalité de Kraljevec na Sutli (comitat de Krapina-Zagorje) en Croatie. Au recensement de 2011, le village comptait 63 habitants.